# Guerra de guerrillas en las repúblicas bálticas
La guerra de guerrillas en los países bálticos fue una insurgencia librada por el grupo de partisanos bálticos de los Hermanos del Bosque que luchó contra la ocupación de la URSS entre 1944 a 1956.
Las fuerzas soviéticas, compuestas principalmente por el Ejército Rojo, ocuparon los estados bálticos en 1940, completando su ocupación en 1941. Después de un período de ocupación alemana durante la Segunda Guerra Mundial, los soviéticos los recuperaron entre 1944 y 1945. A medida que la represión política soviética se intensificó en los años siguientes, decenas de miles de partisanos del Báltico comenzaron a utilizar el campo como base para una insurgencia antisoviética.
Según algunas estimaciones, al menos 50.000 partisanos (10.000 en Estonia, 10.000 en Letonia y 30.000 en Lituania), además de sus partidarios, participaron en la insurgencia. Los partisanos continuaron librando una lucha armada hasta 1956, cuando la superioridad de las fuerzas de seguridad soviéticas, en gran medida en forma de agentes secretos que se infiltraron en los grupos partisanos, hizo que la población del Báltico cambiara de táctica y utilizara otras formas de resistencia.
Muchos de los Hermanos del Bosque que quedaban depusieron las armas cuando las autoridades soviéticas les ofrecieron una amnistía tras la muerte de Stalin en 1953, aunque los enfrentamientos aislados continuaron hasta la década de 1960. Se sabe que los últimos guerrilleros individuales permanecieron escondidos y evitaron ser capturados hasta la década de 1980, cuando los estados bálticos ya presionaban por la independencia por medios pacíficos.